# Estadio Juan Gobán
Estadio Juán Gobán – stadion piłkarski w mieście Limón w Kostaryce. Swoje mecze rozgrywa nim drużyna piłkarska Limón FC. Stadion może pomieścić 3000 osób.